# Первомајск (Нижегородска област)
Первомајск (рус. Первомайск) град је у Русији у Нижњеновгородској области.

## Становништво
| 1939. | 1959.  | 1970.  | 1979.  | 1989.  | 2002.  | 2010.  |
| ----- | ------ | ------ | ------ | ------ | ------ | ------ |
| 7.400 | 13.707 | 15.074 | 16.410 | 16.428 | 15.094 | 14.568 |